# La più bella del reame
La più bella del reame è un film italiano del 1989 diretto da Cesare Ferrario, ispirato all'omonimo romanzo di Marina Ripa di Meana. Il film, con Carol Alt nel ruolo della protagonista, è il sequel de I miei primi 40 anni, uscito nel 1987.

## Trama
Marina Ripa di Meana, uno dei personaggi più noti della dolce vita romana, si trova in un albergo in Francia a finire il suo nuovo libro. In questo frangente, medita sui casi della vita sua e delle persone che la circondano. Ascolta le confessioni di un omosessuale in crisi, ricorda le nevrosi delle amiche e fa il punto sul suo difficile (ma saldo) matrimonio.